# Julus occidentalis
Julus occidentalis är en mångfotingart som beskrevs av Grinnell 1908. Julus occidentalis ingår i släktet Julus och familjen kejsardubbelfotingar. Inga underarter finns listade i Catalogue of Life.